# Nannowithius wahrmani
Espèce
Synonymes
- Myrmecowithius wahrmani Beier, 1963

Nannowithius wahrmani est une espèce de pseudoscorpions de la famille des Withiidae.

## Distribution
Cette espèce est endémique d'Israël.

## Étymologie
Cette espèce est nommée en l'honneur de Jacob Wahrman.

## Publication originale
- Beier, 1963 : Die Pseudoscorpioniden-Fauna Israels und einiger Angrenzender Gebiete. Israel Journal of Entomology, vol. 12, p. 183-212.